# Molly Walker
Molly Walker is een personage uit de televisieserie Heroes. Zij heeft de gave om ieder mens op de wereld te lokaliseren door aan diegene te denken. Er is slechts een persoon bij wie dit problemen oplevert. Dat is Maury Parkman, die in haar hoofd kan komen en zo haar gave kan blokkeren.
In het eerste seizoen waren de ouders van Molly vermoord door Sylar. Hij was op zoek naar haar maar kon haar niet te pakken krijgen. Matt Parkman vond haar door middel van zijn gave, namelijk gedachtenlezen.
Aan het eind van het eerste seizoen speelt Molly een grote rol. Zij is degene die Sylar moet traceren, opdat hij gestopt kan worden. Mohinder Suresh en Matt Parkman worden haar voogden.